# Brandstof
Een brandstof is een stoffelijke energiedrager: een stof of materiaal die  chemische energie bevat. Bij verbranding vinden achtereenvolgens ontleding en oxidatie van de brandstof plaats, waarbij de aanwezige chemische energie wordt omgezet in de energievormen warmte, licht, en kinetische energie.

## Organische brandstoffen

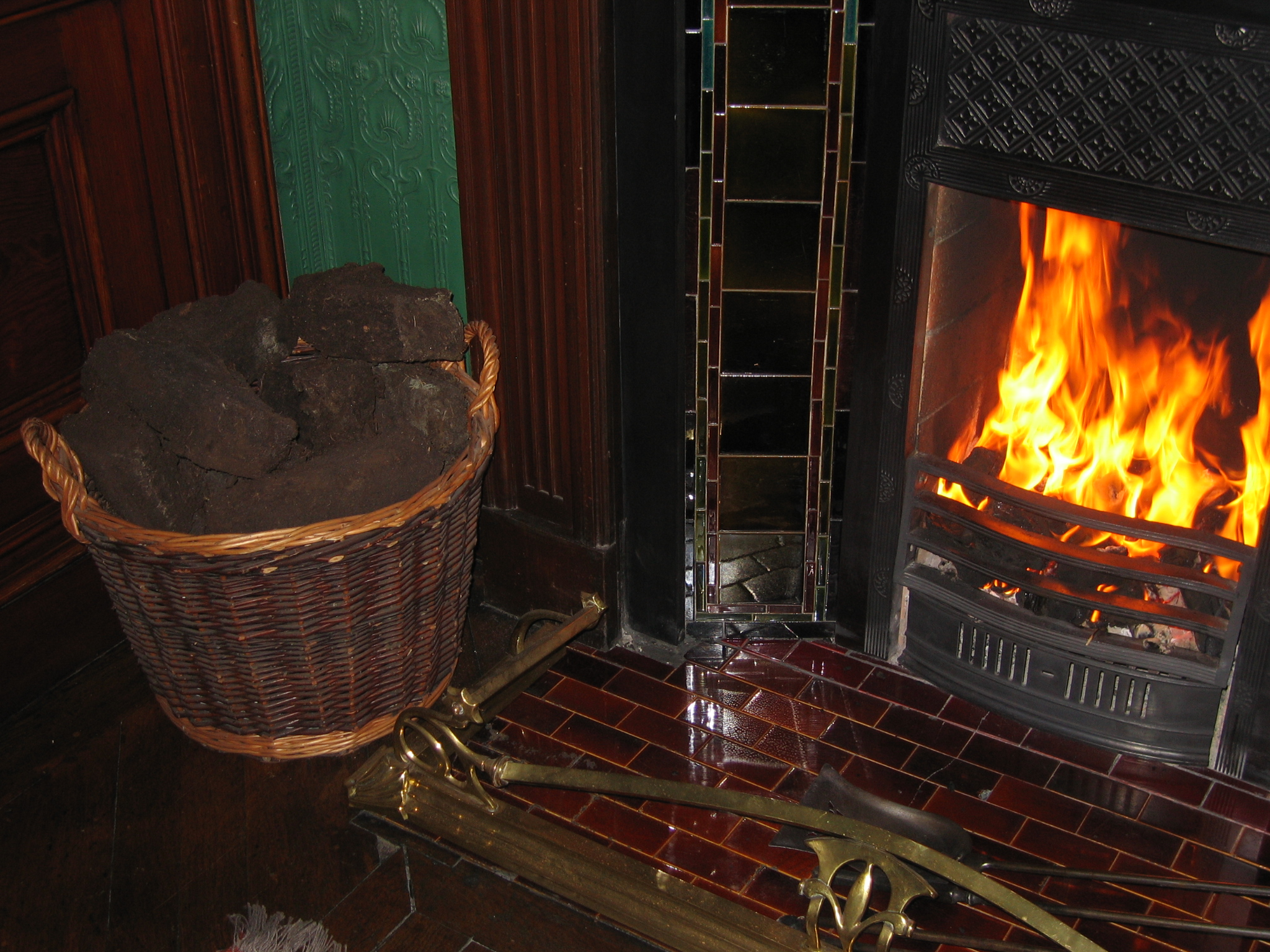
Turf, een ouderwetse brandstof

Veel brandstoffen zijn van organische aard, ze bevatten koolstof. Geologische, in de aardkorst aanwezige organische brandstoffen zijn, onder hoge druk en temperatuur, gedurende miljoenen jaren in de aardkorst gevormd uit afgestorven  organisch materiaal. Het gaat daarbij om diagenese van hetzij detritus (in zee) of van plantaardig materiaal (op land), waarbij de zogeheten fossiele brandstoffen werden gevormd. Voorbeelden zijn:
- aardolie en de daaruit afgeleide motorbrandstoffen benzine, dieselolie, lpg en kerosine
- aardgas (cng en lng)
- steenkool
- turf

Daarnaast zijn er verschillende soorten organische brandstoffen van recentere, niet-geologische, plantaardige oorsprong, zogeheten biobrandstof: 
- houtpellets
- biodiesel
- bio-ethanol

Zowel fossiele brandstoffen als biomassa leveren hun energie via verbranding, een exotherme chemische reactie, waarbij de brandstof (koolstof) met dizuurstof reageert, en waarbij er koolstofdioxide in de atmosfeer vrijkomt.

## Anorganische brandstoffen
Brandstoffen kunnen ook van anorganische aard zijn. Ook anorganische brandstoffen kunnen energie leveren door oxidatie.
- waterstofgas

Ook kunnen verschillende scheikundige verbindingen als brandstof gebruikt worden, door ze in een galvanische cel elektrische energie te laten produceren.

## Kernbrandstoffen
Een heel andere soort brandstoffen zijn de zogenaamde kernbrandstoffen, waarbij de energie niet wordt geleverd door een chemische reactie, maar door een kernreactie. Kernenergie heeft een energiedichtheid die miljoenen keren hoger is dan chemische energie. Enkele voorbeelden:
- uranium en plutonium die als brandstofstaven verwerkt worden voor de kernsplijting in een kernreactor.
- deuterium (zware waterstofatomen) als brandstof voor kernfusie, waarbij helium-4 gevormd wordt